# Municipio de York (Pensilvania)
El municipio de York (en inglés: York Township) es un municipio ubicado en el condado de York en el estado estadounidense de Pensilvania. En el año 2000 tenía una población de 23,637 habitantes y una densidad poblacional de 358 personas por km².

## Geografía
El municipio de York se encuentra ubicado en las coordenadas 39°52′29″N 76°37′28″O / 39.87472, -76.62444.

## Demografía
Según la Oficina del Censo en 2000 los ingresos medios por hogar en la localidad eran de $48,449 y los ingresos medios por familia eran $57,177. Los hombres tenían unos ingresos medios de $40,207 frente a los $27,558 para las mujeres. La renta per cápita para la localidad era de $25,169. Alrededor del 5,0% de la población estaban por debajo del umbral de pobreza.